# آنتوان مازایراک
آنتوان مازایراک (هلندی: Antoine Mazairac; ۲۴ مهٔ ۱۹۰۱ – ۱ سپتامبر ۱۹۶۶) دوچرخه‌سوار اهل هلند بود.
وی در مسابقات کشوری و بین‌المللی در مجموع برندهٔ ۱ مدال نقره شده‌است.